# 尖叶乌蔹莓
尖叶乌蔹莓（学名：Cayratia japonica var. pseudotrifolia）是葡萄科乌蔹莓属烏蘞莓的变种。分布在中国内地的四川、贵州、陕西、江西、湖北、甘肃、广东、浙江、云南、湖南等地，生长于海拔300米至1,500米的地区，多生长于山地及沟谷要林下，目前尚未由人工引种栽培。